# Malabia (Filippinerna)
Malabia är en barangay i staden Balanga, Filippinerna. Kommunen ligger på ön Luzon, och tillhör provinsen Bataan.